# (139) Juewa
(139) Juewa est un astéroïde de la ceinture principale découvert par James Craig Watson le 10 octobre 1874 à Pékin.

## Découverte et origine du nom
(139) Juewa fut le premier astéroïde découvert en Chine. Il fut découvert à Pékin par l'astronome américain James Craig Watson le 10 octobre 1874 alors qu'il était en visite en Chine pour observer le transit de Vénus. Watson demanda au prince Gong de nommer l'astéroïde. Gong choisit 瑞華星 (pinyin ruìhuáxīng), ce qui signifie littéralement « étoile/astre de la chance de la Chine » et peut se traduire par « étoile/astre propice à la Chine ». Watson ne conserva que les deux premiers caractères (le dernier étant celui signifiant « étoile ») et les translittéra en Juewa selon les conventions de l'époque (ils seraient translittérés par ruìhuá en pinyin moderne).

## Structure
(139) Juewa est un astéroïde très sombre de la ceinture principale d'astéroïdes. Il est probablement composé de matériau carboné primitif. 
Trois occultations d'étoile par Juewa ont jusqu'à présent été relevées, la plus récente datant du 26 septembre 2007.
Des observations radar de cet astéroïde à une longueur d'onde de 13 centimètres ont été réalisées par le radiotélescope d'Arecibo entre 1980 et 1985, lesquelles ont permis d'estimer le diamètre de Juewa à 172 kilomètres. En se basant sur les données radar, la densité de la surface proche est de 
(1,5 ± 0,5) g cm–3.

## Compléments